# Rode suikerbos
De rode suikerbos (Protea grandiceps Tratt.) of ook rode suikerkan is een endemische plant van Zuid-Afrika uit het geslacht Protea die voorkomt in de provincie West-Kaap.
De plant wordt vermeld op de Zuid-Afrikaanse Rode Lijst in de categorie NT bijna bedreigd. De reden is dat de plant langzaam volwassen wordt en daarmee kwetsbaar is voor al te vaak optredende branden. Andere bedreigingen is het plukken van zijn bloemen en het -voormalige- gebruik voor brandhout.
Het is een flinke, wat gedrongen struik van 2 meter hoog en 2-3 meter breed met een enkele hoofdstam. De bladeren zijn eirond of omgekeerd eirond en 8-13 cm in lengte en 3-8,5 cm in breedte. Ze zijn onbehaard met een afgeronde punt en een gegolfde rand en een opvallende enkele nerf. De kleur is blauwgroen met een roodachtige rand. De bloemen zijn ovaal van vorm, 10-14 cm lang en 6-8 cm breed. De schutbladen hebben de kleur van rode baksteen en zijn aan de binnenzijde bedekt met fijn, vrij lang haar, dat in kleur kan variëren van wit tot paars of bruin. Bij voorkeur groeit de plant op hellingen en plekken waar brandschade minder waarschijnlijk is. De plant komt van nature voor van Kaapstad tot de Kammanassiebergen, maar op de Tafelberg is de soort vrijwel verdwenen. In zijn pamflet Silva Capensis van 1854 was Karl Wilhelm Ludwig Pappe de eerste die zich daar zorgen over maakte en opriep de plant wettelijk te beschermen.